# Agrostis mucronata
Agrostis mucronata é uma espécie de gramínea do gênero Agrostis, pertencente à família Poaceae.